# Prozessionsaltar (Seubrigshausen)

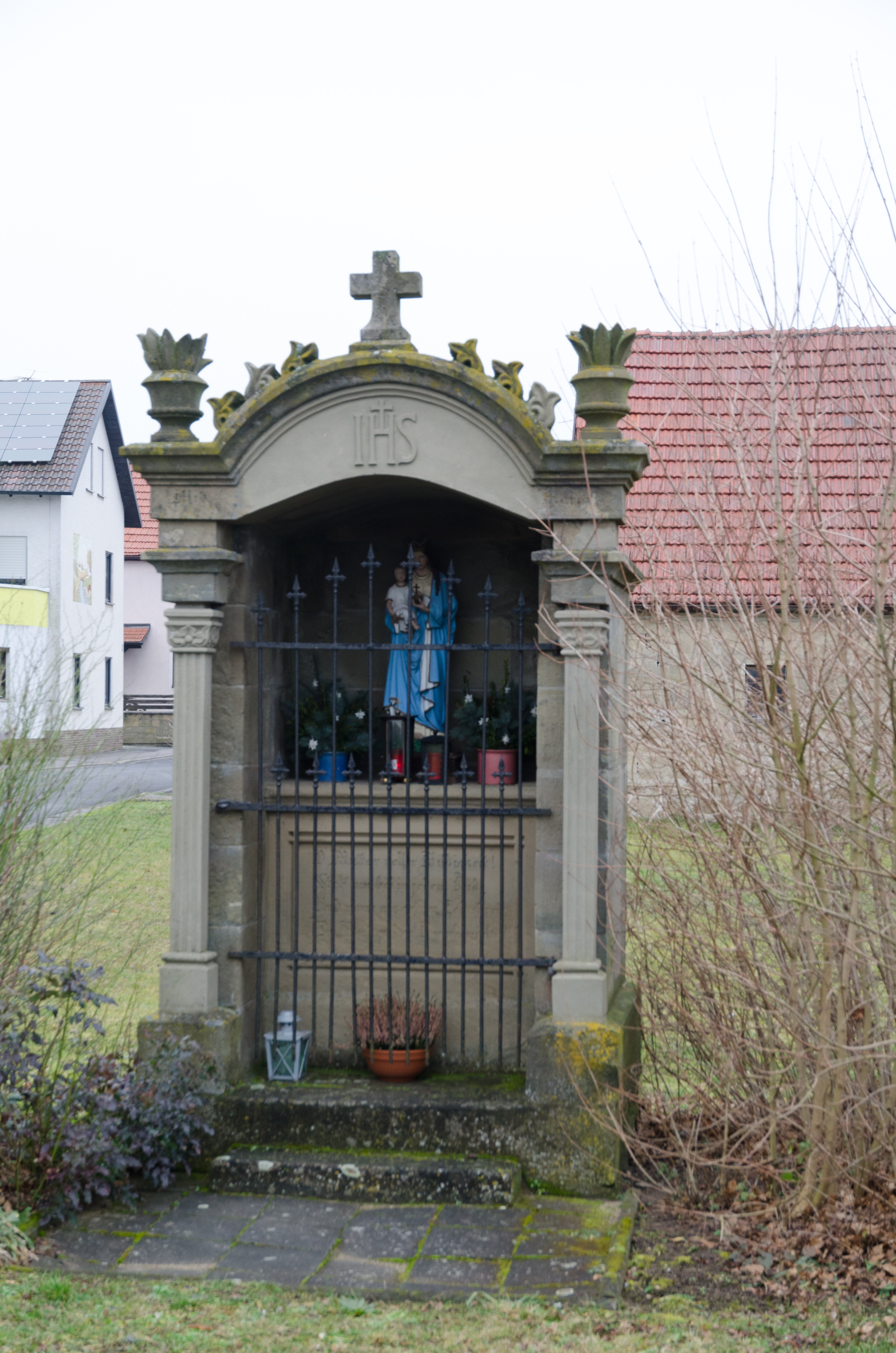
Prozessionsaltar in Seubrigshausen; Nähe Großwenkheimer Straße, Nähe Thundorfer Weg.

Der Prozessionsaltar Seubrigshausen befindet sich in Seubrigshausen, einem Gemeindeteil der Stadt Münnerstadt im unterfränkischen Landkreis Bad Kissingen in Bayern in der Nähe der Großwenkheimer Straße und des Thundorfer Wegs.
Er gehört zu den Baudenkmälern in Hammelburg und ist unter der Nummer D-6-72-135-264 in der Bayerischen Denkmalliste registriert.

## Beschreibung
Der Prozessionsaltar besteht aus Sandsteintafeln und entstand im Jahr 1881.
Die Höhe des Prozessionsaltars beträgt bis zum Dach 220 cm, die Breite 163 cm und die Tiefe 120 cm.
Der Altar ist durch ein schmiedeeisernes Gitter abgeschlossen. Die Fassade wird von kannelierten Säulen und dem mit Steinvasen und Krabben reich verziertem Mittelteil gestaltet.
Die im Mittelteil verwitterte Inschrift lautet: „Mit .......... Maria“.
Im Inneren des Prozessionsaltars steht eine 80 cm hohe, farbige Figur der Himmelskönigin mit dem Jesuskind und der Weltkugel.
Auf dem altarartigen Block, der die Figur trägt, steht folgende Inschrift:

„O Mutter voller Mildigkeit

Steh uns bei in jedem Leid

Und nimm uns auf im Todesstreit,

Du Mutter der Barmherzigkeit!“

Die Rückwand des Prozessionsaltars trägt folgenden Text:

„Stifter

Georg Schneider ledig 1881“